# سوسن أسدي
السوسن الأسدي (باللاتينية: Iris assadiana) هو أحد أنواع السوسن من الفصيلة السوسنية.

## الموئل والانتشار
ينتشر في بلاد الشام.

## مرادفات للاسم العلمي
- (باللاتينية: Iris barnumiae var. zenobiae Mouterde)